# Licania glazioviana
Licania glazioviana là một loài thực vật có hoa trong họ Cám. Loài này được Warm. mô tả khoa học đầu tiên năm 1874.